# Arquivo de Macau
O Arquivo de Macau (em chinês:  澳門檔案館) é um arquivo responsável pela recolha, conservação e preservação do acervo histórico da Região Administrativa Especial de Macau da República Popular da China. Está situado na Avenida do Conselheiro Ferreira de Almeida, na freguesia de São Lázaro.

## História
O Arquivo de Macau foi estabelecido sob o nome de Arquivo Geral de Macau (澳門總檔案室) durante a administração portuguesa, pelo diploma legislativo ministerial n.º 5 de 28 de junho de 1952, passando a depender dos Serviços de Administração Civil (民政總局).
Em 1979 foi denominado Arquivo Histórico de Macau (澳門歷史檔案室), estando sob a tutela da Direção dos Serviços de Educação e Cultura (教育暨文化司).
As instalações do Arquivo Histórico de Macau localizavam-se na Biblioteca Sir Robert Ho Tung e a partir de março de 1982 mudaram-se para a Avenida do Conselheiro Ferreira de Almeida, onde ganhou o prémio Pacific Area Travel Association's Heritage da Associação de Turismo da Ásia-Pacífico no mesmo ano.
Em 1983 tornou-se membro do Conselho Internacional de Arquivos e em 1986 passou a depender do Instituto Cultural de Macau (澳門文化學會).
Entre 1987 a 21 de julho de 1989 foram realizadas reformas no edifício do Arquivo Histórico de Macau, que mudou-se provisoriamente para a Avenida de Horta e Costa, onde atuou no edifício do Conservatório de Macau (澳門演藝學院).
A 1 de janeiro de 2016, o Arquivo Histórico de Macau é denominado para Arquivo de Macau (澳門檔案館), através do Regulamento Administrativo n.º 20 de 4 de dezembro de 2015 pelo Chefe do Executivo de Macau, Fernando Chui Sai-on.

## Histórico
| Anos                 | Designações                | Dependências                               |
| -------------------- | -------------------------- | ------------------------------------------ |
| 28 de junho de 1952  | Arquivo Geral de Macau     | Serviços de Administração Civil            |
| 1979                 | Arquivo Histórico de Macau | Direção dos Serviços de Educação e Cultura |
| 1986                 | Arquivo Histórico de Macau | Instituto Cultural de Macau                |
| 1 de janeiro de 2016 | Arquivo de Macau           | Instituto Cultural                         |